# جو كاري (لاعب كرة قدم أمريكية)
جو كاري (بالإنجليزية: Joe Carey)‏ هو لاعب كرة قدم أمريكية أمريكي، ولد في 14 نوفمبر 1895 في شيكاغو في الولايات المتحدة، وتوفي في 22 يوليو 1962.

## وصلات خارجية
- جو كاري على موقع مرجع كرة القدم المحترفة.كوم (الإنجليزية)